# Hypothyris satterwhitei
Hypothyris satterwhitei är en fjärilsart som beskrevs av Fox och Real 1971. Hypothyris satterwhitei ingår i släktet Hypothyris och familjen praktfjärilar. Inga underarter finns listade i Catalogue of Life.